# Szachty (Poznań)

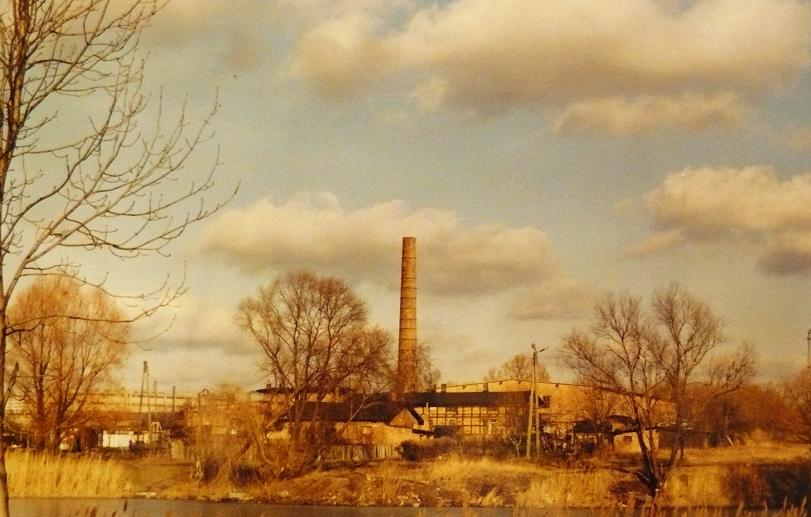
Krajobraz cegielniany w Rudniczem znad Szacht w 1993 – obecnie już nieistniejący

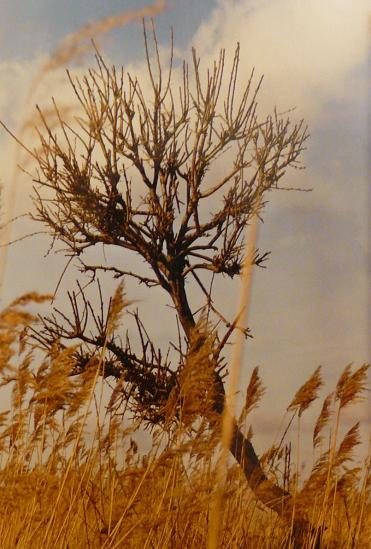
Nad Szachtami

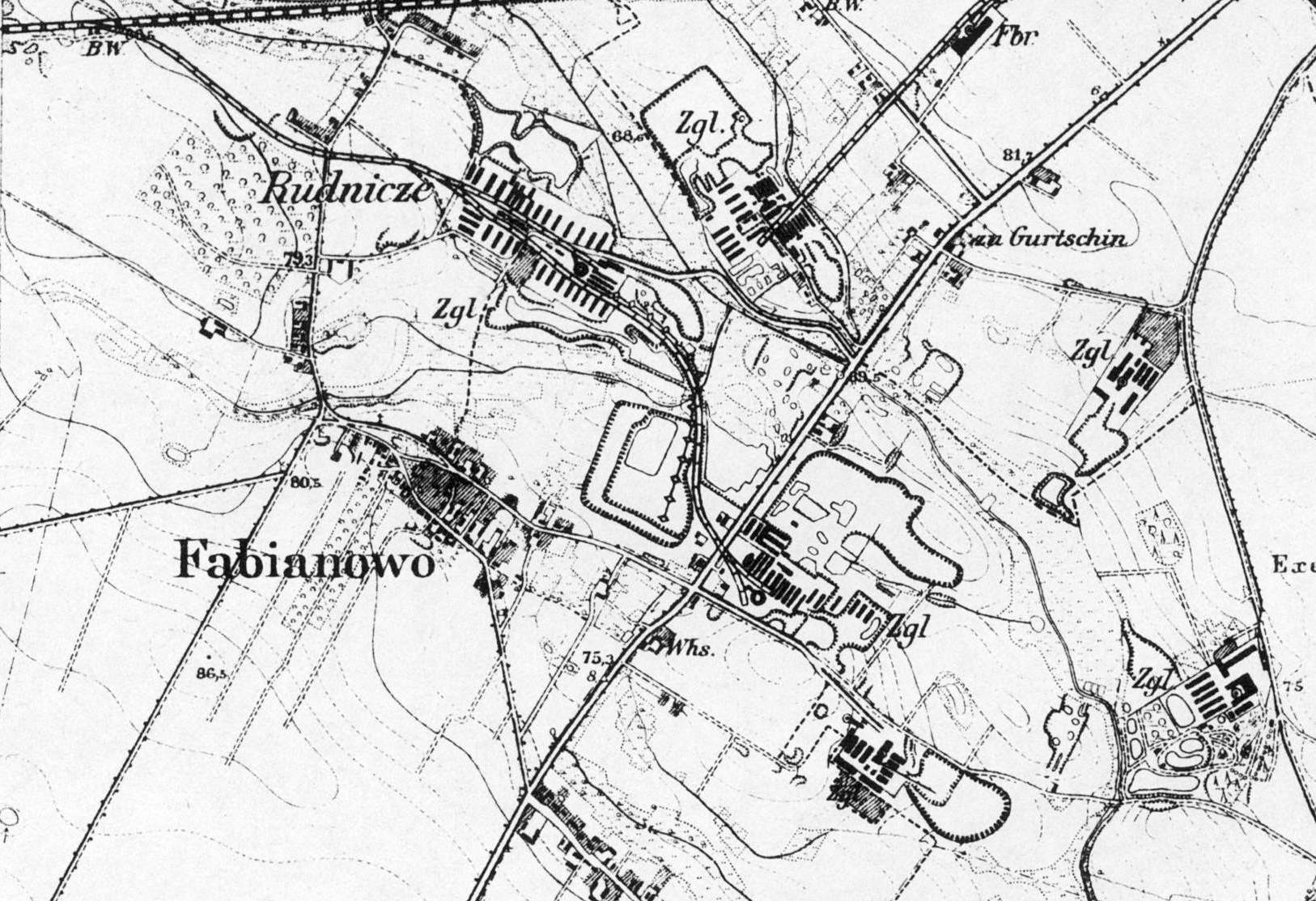
Mapa południowo-zachodniej części Poznania przedstawiająca cegielnie poznańskie

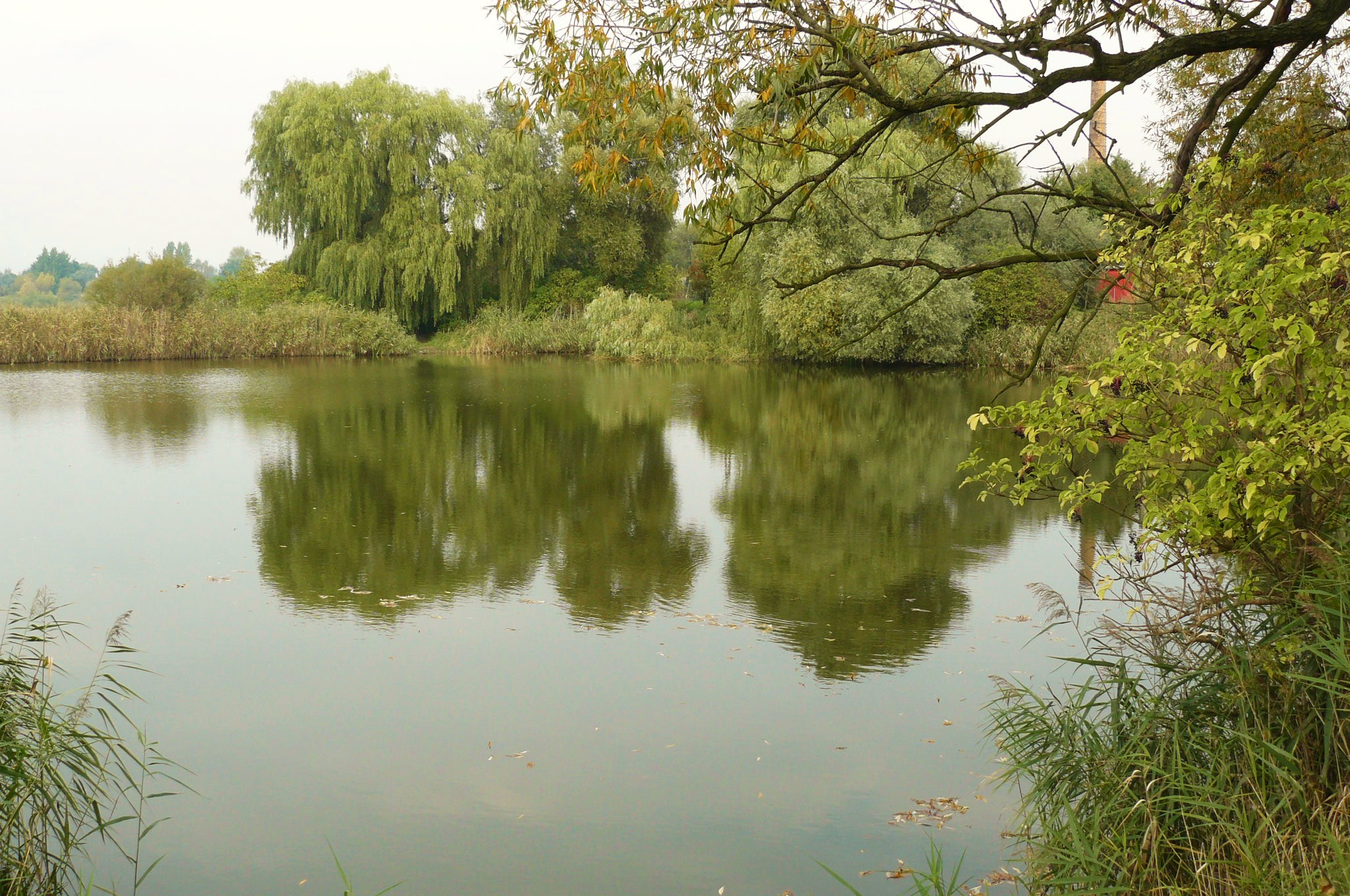
Bezimienna glinianka przy ul. Wykopy/Ceglanej

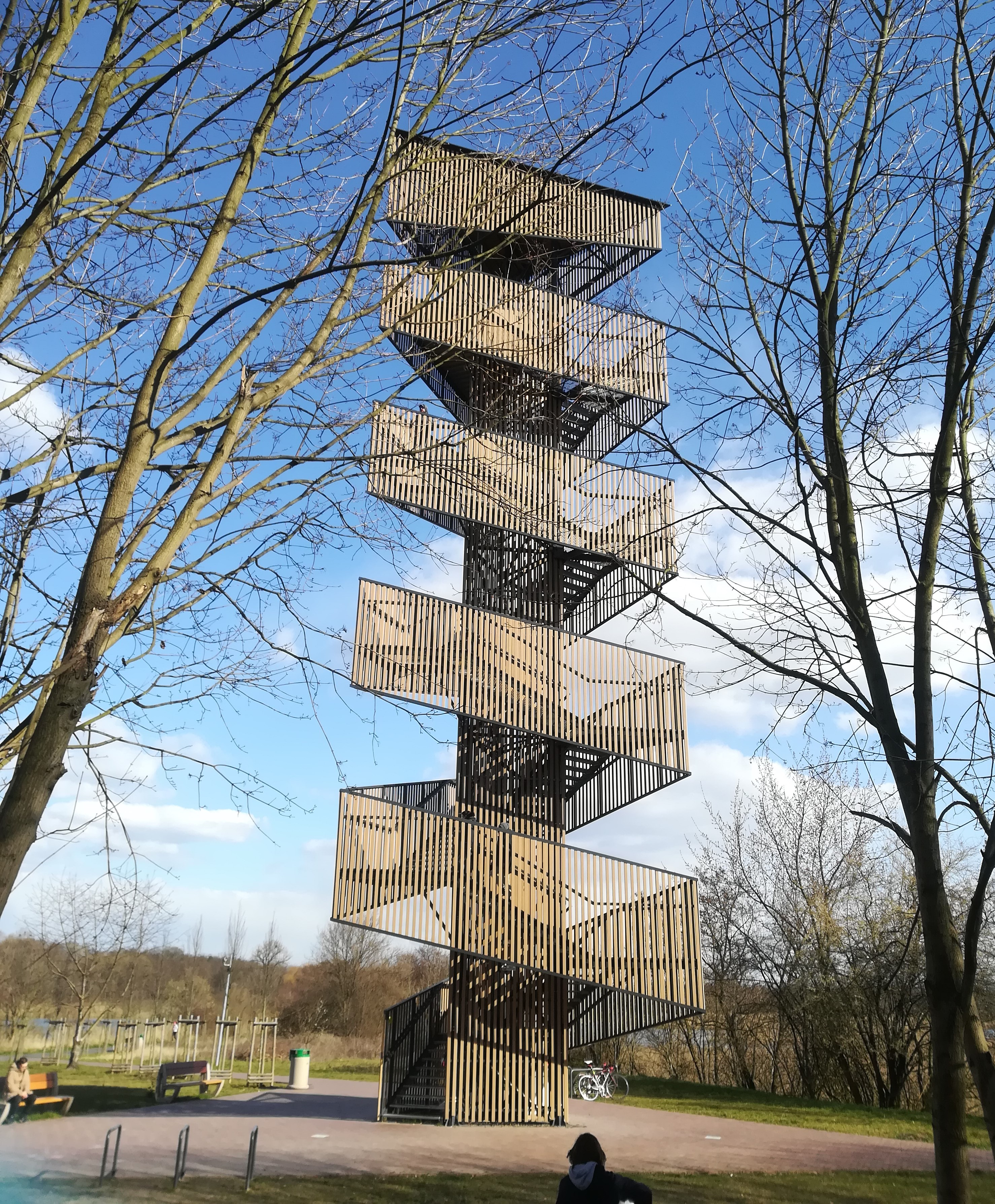
Wieża widokowa przy ul. Mieleszyńskiej

Szachty (także Glinianki) – zbiorcza nazwa używana przez mieszkańców Poznania na zespół glinianek, zlokalizowanych w dolinie Strumienia Junikowskiego w południowej części miasta, w dawnych osadach związanych z cegielniami – Rudniczem, Kotowem i Świerczewem.

## Historia
Obie jednostki topograficzne są dzielnicami z bardzo silnymi tradycjami cegielnianymi. Znajduje się tu np. kompleks domów wielorodzinnych dla pracowników cegielni z początku XX w. przy ul. Rudnicze. Na terenie tej części miasta istniała grupa kilkunastu cegielni, powiązanych między sobą i między gliniankami siecią kolei cegielnianych, a także bocznicami normalnotorowymi z obecną linią E20. Pozostałością po tym okresie są liczne stawy – dawne glinianki, które stanowią o lokalnym klimacie kulturowym. Najważniejsze z nich to, od zachodu: Stara Baba, Staw Baczkowski, Staw Kachlarski, Karpętaj i Głęboki Dół. Stawy te ciągną się dalej na wschód, już na terenie Górczyna, Świerczewa i Kotowa – np. Staw Rozlany. Łącznie powstało około 40 akwenów o zróżnicowanej powierzchni – od 0,2 do 12 ha. W latach 70. XX w. uznano te tereny za jedne z najcenniejszych przyrodniczo na terenie Poznania i objęto ochroną w ramach użytków ekologicznych. Od 2014 rozpoczął się proces przystosowywania terenu Szacht do celów spacerowych i turystycznych. W tym samym roku wybudowano pierwsze ścieżki spacerowe i ustawiono ławki oraz kosze na śmieci pomiędzy ulicą Roberta Kocha, a Strumieniem Junikowskim. W 2018 roku udostępniono dla turystów wieżę widokową i pomost spacerowy. Stalowa wieża wzniesiona na planie trójkąta ma 25 metrów wysokości i okładzinę drewnopodobną. Na platformę szczytową (panorama Poznania i Lubonia) prowadzi około 120 schodów. Obiekt (oświetlony i monitorowany) powstał z funduszy Poznańskiego Budżetu Obywatelskiego na wniosek radnego osiedlowego Tomasza Wierzbickiego.

## Powstanie cegielni
Wszystkie cegielnie powstały w czasie wielkiego boomu budowlanego, jaki miał miejsce w Poznaniu na przełomie XIX i XX w., a związany był ze zlikwidowaniem niektórych obwarowań Twierdzy Poznań. Potem produkowały materiały budowlane na potrzeby miasta do lat 90. XX w., kiedy to zlikwidowano ostatnie z zakładów.

## Geneza nazwy
Nazwa Szachty wywodzi się z języka niemieckiego, gdzie słowo Schacht oznacza szyb (dół), a schachten – wykopać.

## Nazwy ulic
Nazwy ulic zlokalizowanych na terenie Rudniczego mają toponimię związaną z cegielniami – np. Ceglana, Glinianki, Wykopy.

## Przyroda
Pierwsze opracowania dotyczące szaty przyrodniczej Szacht pochodzą z lat 30. XX wieku (Rafalski i Urbański, 1930, 1932) oraz z 1959 (Helena Szafran). Użytek ekologiczny Kopanina II przebadano w 1992, a całą dolinę Strumienia Junikowskiego w 1995. Fitoplankton zbiorników wodnych przebadano w 1980 i 1995. W 1995 przeprowadzono też badania ornitologiczne terenu.
Szata roślinna tego terenu ukształtowała się w drodze sukcesji wtórnej na przestrzeni XX wieku, a w szczególności działalności przemysłowej w dawnych odkrywkach iłów. Roślinność wyrosła samorzutnie przy udziale człowieka dostosowując się do lokalnych warunków hydrologicznych i edaficznych. Od lat 70. XX wieku warunki te nie ulegają zasadniczym zmianom, co spowodowało powstanie stabilnych zbiorowisk roślinnych.
Obszar użytku ekologicznego Kopanina I (po zachodniej stronie ul. Głogowskiej) ma mniej zróżnicowane ukształtowanie niż Kopanina II (wschodnia strona ul. Głogowskiej). Większą jego część zajmuje teren płaski z wilgotnymi, podmokłymi łąkami turzycowymi i szuwarami. Najwyższym wyniesieniem jest skarpa przy torowisku linii kolejowej nr 3, opadająca ku Stawowi Baczkowskiemu. Obszar użytku Kopanina II leży w wydłużonym obniżeniu Strumienia Junikowskiego. Na południowym zachodzie znajduje się teren położony nieco wyżej. Podobnie jest w części przylegającej do Lubonia (w większości zagospodarowanej rolniczo). Wzdłuż zabudowań na osi północny wschód występują terasowe skarpy o różnej spadzistości oraz w pod różnym kątem usytuowane pochyłości. Znajduje się tu obszar o charakterze lasoparku. Na południowym zachodzie, przy Stawie Rozlanym, góruje nad okolicą wzniesienie przy dawnym wyrobisku i cegielni. Zbocza tego terenu mają bardzo zróżnicowany relief, zwłaszcza w sąsiedztwie ulicy Głogowskiej. Naliczono tu 27 zbiorników wodnych różnej wielkości, podzielony groblami o zróżnicowanej szerokości. Największe ze stawów mają brzegi nierówne, spadzistostrome, z wyraźnymi śladami wybierania gliny. Istnieją tu wyspy i półwyspy, a także płycizny.
Na terenie Szacht występuje bogata fauna, w tym takie ryby jak: węgorz europejski, karp, leszcz, krąp, lin, karaś pospolity, płoć, wzdręga, sum i okoń. Oprócz ryb, w okolicach zbiorników spotykane są: karczownik ziemnowodny, gronostaj, żaba śmieszka, wodnik zwyczajny, mewa śmieszka, rybitwa rzeczna, perkoz dwuczuby, czernica, remiz, traszka zwyczajna, czy ślimaki: zagrzebka pospolita, zatoczek lśniący, błotniarka jajowata i zatoczek białawy.
W 1998 wykryto tutaj 328 gatunków flory, z dominującymi rodzinami: Astraceae (45 gatunków), Poaceae (29), Fabaceae (27), Rosaceae (24), Brassicaceae (15), Apiaceae (13) oraz Cyperaceae (11). Oznaczono 63 gatunki drzew i krzewów, 4 ugrupowania drzew i krzewów:
- od strony ul. Leszczyńskiej zróżnicowany gatunkowo drzewostan z dominującą olszą czarną i wiązem szypułkowym,
- przy cegielni zwarte zadrzewienie z przewagą klonów, lip i robinii,
- przy ul. Głogowskiej zdziczały sad,
- na końcu ulicy Wykopy lasopark z klonem, wiązem i lipą w otoczeniu sadów[6].

Wykryto liczne gatunki synantropijne (chwasty ruderalne), gatunki pochodzenia obcego, uprawne lub rosnące poza swoim zasięgiem geograficznym (łącznie około 20% lokalnej flory) oraz gatunki rzadkie i zagrożone w Wielkopolsce, w tym podlegające ochronie (3,7% tutejszych taksonów).
W latach 1974–1975 przeprowadzono w zbiornikach badania hydrobiologiczne. Już wtedy wykazały one znaczną (nadmierną) eutrofizację tutejszych wód. Żyły tu 474 gatunki glonów – głównie okrzemki, zielenice i sinice. Podczas badań florystycznych z 1996 odkryto dwa nowe, podlegające jednak silnej antropopresji, stanowiska storczyków: listerii jajowatej i kukułki krwistej.

## Komunikacja
Dojazd nad Szachty zapewniają autobusy linii 610, 616 i 180 – do przystanku Wykopy (na wschodzie kompleksu) lub tylko linii 180 – do przystanku Rudnicze (na zachodzie). Od strony Świerczewa można dojechać autobusem linii 175 – przystanki Koźmińska, Buczka oraz Okulickiego.